# Joan d'Àustria i Blomberg
Joan d'Àustria (Ratisbona, Baviera, 24 de febrer de 1545 o 1547 - Namur, Països Baixos espanyols, 1 d'octubre de 1578) fou fill fora de maridatge de l'emperador Carles V i de Bàrbara Blomberg, va ser un militar i diplomàtic durant el regnat del seu germanastre Felip II d'Espanya.

## Joventut
La data del seu naixement es desconeix, unes fonts donen el 1545 i d'altres, com G. Parker o P. Pierson, el 1547. Pierson indica que uns contemporanis afirmen que va néixer el 1545, però que els documents més antics a Espanya es troben a les cerimònies públiques, i aquestes donen suport a la data de 1547. Possiblement va ser concebut el maig de 1546, quan l'emperador s'estava a Ratisbona, cosa que fa versemblant que nasqués el 24 de febrer de 1547, però també va poder escollir-la com aniversari per ser l'aniversari del seu pare, Carles V. Tot i que hi ha una teoria diferent, la versió oficial diu que la mare, Bàrbara Blomberg, noble flamenca de rara bellesa, que havia tingut relacions amb Carles, es va casar al cap de poc amb Jerònimo Píramo Kegel (Jerôme Pyramus Kegel), pel que hi ha autors que diuen que el nom amb què se'l va anomenar de nen, Jerónimo o Jeromín, venia del del seu padrastre.
Carles V va decidir que el seu fill es criés a Espanya. El seu majordom, Luis de Quijada, va arribar a un acord, que es va signar a Brussel·les el 13 de juny de 1550, amb Francisco Massy, violista de la cort imperial: a canvi de cinquanta ducats anuals es comprometia a educar el nen. A mitjan 1551 van arribar a Leganés, on la seva esposa Anna de Medina tenia terres.
La primavera de 1554 van portar el nen al castell de Luis de Quijada, a Villagarcía de Campos (actual Valladolid). La seva esposa, Magdalena de Ulloa, es va fer càrrec de la seva educació, auxiliada pel mestre de llatí Guillén Prieto, el capellà García de Morales i el seu escuder Juan Galarza.
Poc abans d'abdicar, Carles V va redactar un codicil, datat el 6 de juny de 1554, en el que reconeixia: «estant jo a Alemanya després que va enviudar (sic), va haver-hi un fill natural d'una dona soltera, el qual s'anomenava Jerónimo». Ja a Yuste, el rei va ordenar a Luis de Quijada que anés a viure allà i aquest es va traslladar a la població de Cuacos. Així l'emperador va conèixer el nen.
Felip II, seguint les indicacions del seu pare expressades en el codicil de 1554, va reconèixer el nen com membre de la família reial. Van canviar-li el nom per Joan d'Àustria. Se li va atorgar casa pròpia, en què va posar al front a Luis de Quijada.

## Anys de formació
Joan d'Àustria completa la seva educació a la Universitat d'Alcalá de Henares, on va acudir amb dos joves una mica majors que ell: els seus nebots, el príncep Carles i Alexandre Farnese, fill de Margarida de Parma. Van tenir com a mestre Honorat Joan, deixeble de Lluís Vives. El 1562, apareix la casa de Joan d'Àustria en el pressupost de la casa Reial, assignant-li 15.000 ducats, el mateix que a la princesa Joana.
El 1565, els turcs van atacar l'illa de Malta. Per acudir en la seva defensa, es va formar una flota al port de Barcelona. Joan d'Àustria va sol·licitar al rei permís per unir-se a l'armada, però li va ser denegat. Tot i això, Joan d'Àustria va escapar de la cort i es va dirigir a Barcelona, sense poder atrapar la flota. Només una carta del seu germà el va fer desistir del seu pla de creuar pel sud del Regne de França per tal d'arribar a terres italianes i mirar d'atrapar la flota de Garcia de Toledo.
Vist que el seu germà no tenia inclinació per la carrera eclesiàstica prevista pel pare, el rei Felip II el va nomenar Capità General del Mar. Com va ocórrer al llarg de la seva vida, es va envoltar de consellers de confiança com Álvaro de Bazán (almirall) i Lluís de Requesens i Zúñiga (sotsalmirall).
La seva vocació de militar va fer que el rei castellà el posés al capdavant d'una esquadra de naus per combatre els pirates del Mediterrani el 1568. L'èxit de la repressió a la sublevació dels moriscos del Regne de Granada el 1569 li va permetre donar proves de les seves dots de militar. Fou llavors quan el rei castellà li concedí el comandament suprem de la flota de la Lliga Santa, formada pels regnes hispànics, la República de Venècia i la Santa Seu, contra l'Imperi Turc el 1570, que acabà amb la decisiva victòria de la batalla de Lepant, gràcies al seu bon criteri de buscar la flota turca per enfonsar-la en comptes d'esperar.
El seu nebot, el príncep Carles, probablement a causa del càrrec que tenia el seu oncle, i també per l'amistat que des de feia anys els unia, va confiar a Joan d'Àustria els seus plans de fugir d'Espanya i passar als Països Baixos espanyols des d'Itàlia, pel que necessitava galeres que li facilitessin el pas a Itàlia. A canvi d'això, li va prometre el Regne de Nàpols. Joan li va dir que ja li donaria una resposta i va marxar immediatament a El Escorial a explicar-li al rei. El rei va tornar a Madrid el 17 de gener de 1568 i l'endemà, diumenge, tota la família va acudir a missa. Carles va cridar Joan d'Àustria a les seves habitacions, per interrogar-lo sobre la seva decisió. De les seves respostes deuria adonar-se'n que no l'anava a ajudar i el va atacar, Joan va poder defensar-se fins que van arribar els servents i van poder reduir Carles. L'arrest del príncep Carles va motivar que Joan d'Àustria vestís de dol, però el rei Felip II li va ordenar treure-se’l.
Joan d'Àustria va tornar al Mediterrani, a fer-se càrrec de la flota. Després de reunir-se amb els seus consellers a Cartagena el 2 de juny de 1568, es va fer a la mar per combatre els corsaris. Durant tres mesos va recórrer tota la costa i va arribar a desembarcar a Orà i Melilla.

## Rebel·lió de les Alpujarras
Un decret datat l'1 de gener de 1567 obligava els moriscos del regne de Granada, en particular de la zona de les Alpujarras, a abandonar els seus costums, llengua, vestit i pràctiques religioses. L'aplicació de la norma va provocar que l'abril de 1568 es planegés una rebel·lió oberta. A final d'any, quasi dos cents pobles van començar la revolta. El rei va destituir el marqués de Mondejar, i va nomenar Joan d'Àustria Capità General, o sigui, comandant suprem de les forces reials. Va posar al seu costat consellers de confiança amb els quals hauria de deliberar, entre ells Requesens. El 13 d'abril de 1569 va arribar Joan a Granada.
La política de deportació va agreujar la situació. Per aconseguir major efectivitat, Joan va sol·licitar al seu germà autorització per passar a l'ofensiva. El rei li va concedir i Joan va sortir de Granada al front d'un exèrcit. Cap a la fi de l'any 1569 havia aconseguit de pacificar Guejar i va assetjar Galera. La situació es va estancar: era una fortalesa difícil de prendre. Joan va ordenar l'assalt general, fent ús de l'artilleria i de mines. El 10 de febrer de 1570 entra a la vila. Després va marxar sobre la fortalesa de Serón, on va rebre un tret al cap i va ser ferit Luis de Quijada, que va morir una setmana més tard, el 25 de febrer, a Caniles. Aviat va prendre Terque i va dominar tota la vall mitjana del riu Almeria.
Al maig de 1570, Joan d'Àustria va negociar la pau amb El Habaquí. Aquest estiu i la tardor de 1570 es van efectuar les últimes campanyes per doblegar als rebels. El febrer de l'any 1571, Felip II va firmar el decret d'expulsió de tots els moriscos del regne de Granada. Les cartes de Joan descriuen aquests exilis forçosos de famílies senceres com la major «misèria humana» que pugui retratar-se.

## Lepant

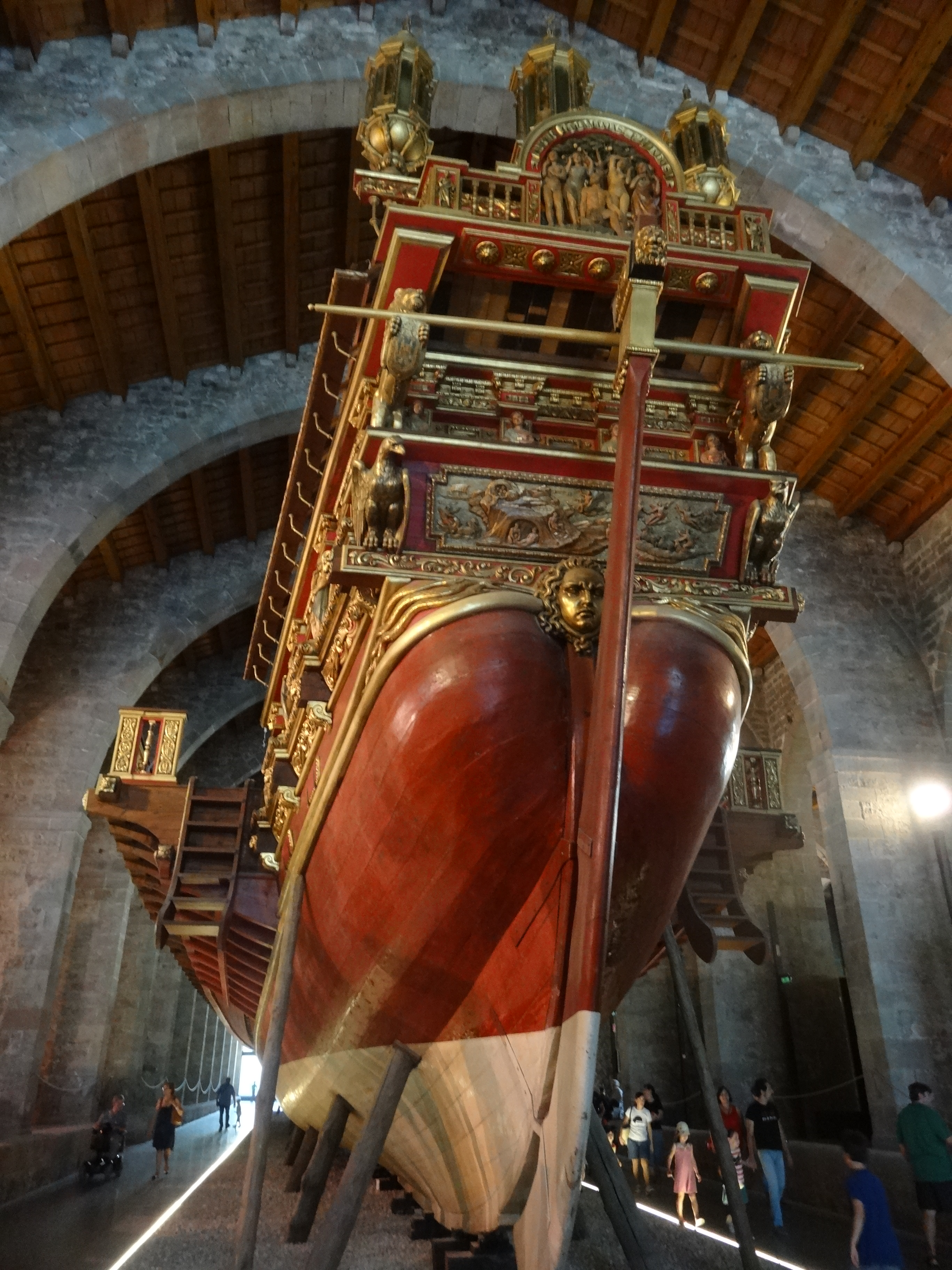
Reproducció de la Galera Reial que va capitanejar la flota, que es troba al MMB.

La Lliga Santa va ser una coalició cristiana contra l'Imperi Otomà, promoguda pel papa Pius V des de 1568, i respecte a la qual Felip II era reticent. L'any 1570, resolta pràcticament la qüestió dels moriscos, Felip II va acceptar unir-se a Venècia i el papat contra els turcs. A la monarquia espanyola li interessaven objectius propers com Tunísia, però els altres aliats s'inclinaven per la defensa de Xipre, atacada per Selim II l'estiu de 1570. Encara que no es va poder determinar l'objectiu de la flota, Felip II va imposar el comandament a Joan d'Àustria.
La formació de la lliga es va signar el 20 de maig de 1571. La notícia va arribar el juny a Madrid, i el rei es va demorar vint dies per redactar les instruccions concretes que portaria el seu germà. De nou posaria al seu costat persones de confiança que contínuament hauria de consultar; entre ells, Requesens i Alexandre Farnese. La flota espanyola es va reunir a Barcelona, on Joan d'Àustria va haver d'esperar fins al 20 de juliol, perquè arribessin els seus nebots, els arxiducs Rodolf i Ernest que va traslladar fins a Gènova. La flota va arribar a Nàpols el 8 d'agost per proveir-se. Pius V va enviar a Joan l'estendard de la lliga, que va rebre solemnement en un acte celebrat a l'església de Santa Chiara. A final d'agost, la flota va arribar a Messina, on es concentrava la lliga. Allà Joan va passar revista i va rebre el jubileu, amb la resta dels membres de l'armada.
Joan d'Àustria va convocar un consell de guerra en la seva nau capitana per decidir el curs de l'acció. Nicòsia havia caigut a principi de mes. Una derrota de la lliga significaria deixar absolutament desprotegides les costes mediterrànies de les penínsules ibèrica i itàlica davant els turcs sent vital la victòria. Joan va defensar la idea d'una guerra agressiva: buscar la flota turca allà on estigués i destruir-la: aquest era el pla recolzat per mariners experts, com Álvaro de Bazan. Joan va reeixir imposar-se a les postures moderades i el 15 de setembre, la flota va sortir de Messina en direcció al Mediterrani oriental.
La batalla es va produir el 7 d'octubre de 1571 al golf de Lepant, on els turcs s'havien refugiat. Les galeres sota el control directa de Joan es van situar a la part central de la formació. L'actuació de Joan d'Àustria va ser decisiva per la victòria de la lliga, per la seva decidida cerca de la victòria i la seva valentia personal en aquest tipus de batalles, barreja de naval i terrestre, perquè una vegada abordades les naus es lluitava cos a cos; així ho senyalen historiadors com Braudel o M. Fernández Álvarez, i testimonis contemporanis com Miguel de Cervantes.
Pels turcs, Lepant va significar la pèrdua de l'armada, sent la pitjor derrota patida pel soldà des de la batalla d'Ankara (1402), i una amenaça immediata d'invasió dels seus territoris. Per la monarquia espanyola i les repúbliques italianes, va allunyar el perill que representava el turc en el mediterrani Occidental. A més, es va produir un guany immediat en forma de botí, obtenint un impressionant nombre de galeres. Amb elles, la flota espanyola es va fer la més poderosa del Mediterrani, si bé no va poder explotar l'avantatge per falta de remers. En efecte, Joan d'Àustria va alliberar els cristians que remaven les galeres turques (es calcula que uns 15.000) i a més, els galiots de les galeres espanyoles que havien actuat lleialment en combat.

## Tunísia i Itàlia
La victòria de Lepant va fer que Joan d'Àustria es convertís en un heroi en el context europeu. Al temps, va fer que aspirés a un regne propi, i el tractament d'altesa que repetidament se li va negar.
El 1572 una delegació d'albanesos va oferir a Joan el tron; aquest va decidir consultar-ho amb el seu germà el rei, qui va indicar que declinés l'oferta, però que no deixés les relacions amb els albanesos. Amb autorització del rei, Joan va dedicar els mesos de juliol a octubre a buscar a Uluch Alí, supervivent de Lepant, sense èxit, car aquest, conscient de la superioritat naval de l'armada espanyol, va saber evitar-lo.
L'any següent, la República de Venècia va firmar la pau per separat amb els turcs. La Lliga Santa va quedar formalment trencada, i Joan va reemplaçar en la seva nau la bandera de la lliga per la de Castella. Ara, l'armada espanyola podria seguir els seus propis objectius, i Joan no va desaprofitar l'ocasió: va demanar autorització per emprendre la conquesta de Tunísia. Des de La Goleta, fortí ocupat aliat espanyol, va prendre Tunísia en una campanya rapidíssima en el mes d'octubre de 1573.
Novament es va oferir la possibilitat d'un regne propi, aquesta vegada conquistat per ell mateix. Les seves aspiracions eren conegudes pel papa Gregori XIII que es va dirigir al rei Felip II a principis de 1574, demanant-li que a Joan se li investís el títol de Rei de Tunísia. Felip va decidir declinar la proposta i va assegurar que els mèrits del seu germà serien generosament recompensats.
Era evident que Felip II no acabava de confiar plenament en el seu germà. Va utilitzar el seu secretari, Antonio Pérez, com mitjà per conèixer i controlar les ambicions de Joan. Pérez li va proporcionar fons per la flota, i es va atribuir haver-li aconseguit el lloc de vicari general a Itàlia. La permanència de Joan a Itàlia, però va afavorir que Uluch Alí aconseguís recuperar Tunísia. En aquests moments, Joan d'Àustria va elaborar un pla per aconseguir un regne: la invasió catòlica d'Anglaterra, el matrimoni amb Maria I Estuard i aconseguir d'aquesta manera un regne propi; aquest pla semblava comptar amb el suport del papa i els catòlics anglesos. Fins i tot en un moment donat, va ser sondejat per un enviat de la reina sobre la possibilitat d'un matrimoni amb la pròpia Isabel I d'Anglaterra, cosa que va declinar pel consell de Felip que va desaprovar-ho.
Joan desitjava anar a Madrid a tractar personalment l'assumpte. Però el rei li va ordenar quedar-se com vicari general a Itàlia per poder preparar la política de pacificació de les ciutats enfrontades. Va recórrer tots els territoris italians, des de Sicília fins a Llombardia. A finals d'aquest anys, Joan va substituir el seu secretari personal, Juan de Soto, per Juan de Escobedo, secretari del consell d'Hisenda des de 1566 i persona vinculada professionalment a Antonio Pérez, qui d'aquesta manera pretenia conèixer més detalladament els actes i pensaments de Joan. A més hi ha la hipòtesi que durant anys el rei Felip II va conèixer el contingut entre Antonio Pérez i Joan d'Àustria.

## Les Disset Províncies dels Països Baixos
Mentrestant, els problemes a les Disset Províncies es van complicar. A la política dura de repressió i intolerància religiosa portada a terme pel Duc d'Alba va seguir la del moderat Lluís de Requesens. Però Requesens va morir el 5 de març de 1576, circumstància que va ser aprofitada per Guillem d'Orange per revifar la rebel·lió. El consell d'Estat que internament regia el territori instà el rei a nomenar amb urgència un nou governador i que fos de la família reial.
L'elecció era evident: el rei va ordenar Joan d'Àustria que es va dirigir personalment als Disset Províncies com a governador. Joan d'Àustria va decidir anar primer a Madrid, per conèixer les possibilitats del pla anglès, els suports que el seu germà li va oferir i en quines condicions acudiria a Brussel·les. Felip II va declinar la seva petició de concedir-li el títol d'Infant de Castella però a canvi va acceptar el seu suggeriment d'un comandament únic en les seves mans. Sobre una eventual invasió d'Anglaterra, Felip II no es va manifestar concloentment.
Joan d'Àustria va aprofitar l'estada a Espanya per veure Magdalena de Ulloa. Va ser ella qui el va disfressar per la següent etapa del seu viatge: aniria als Països Baixos, però no des d'Itàlia sinó a través de França. Per això, el va vestir com a criat morisc d'un noble italià, Octavi de Gonzaga. Va creuar França i va arribar a Luxemburg, única província lleial. Allà es va trobar amb la seva mare, Bàrbara Blomberg. Després d'aquesta conversació Bàrbara Blomberg, que sempre s'havia negat a viure a Espanya, va acceptar marxar a la península on se li va assignar casa i pensió i va acabar morint a Colindres

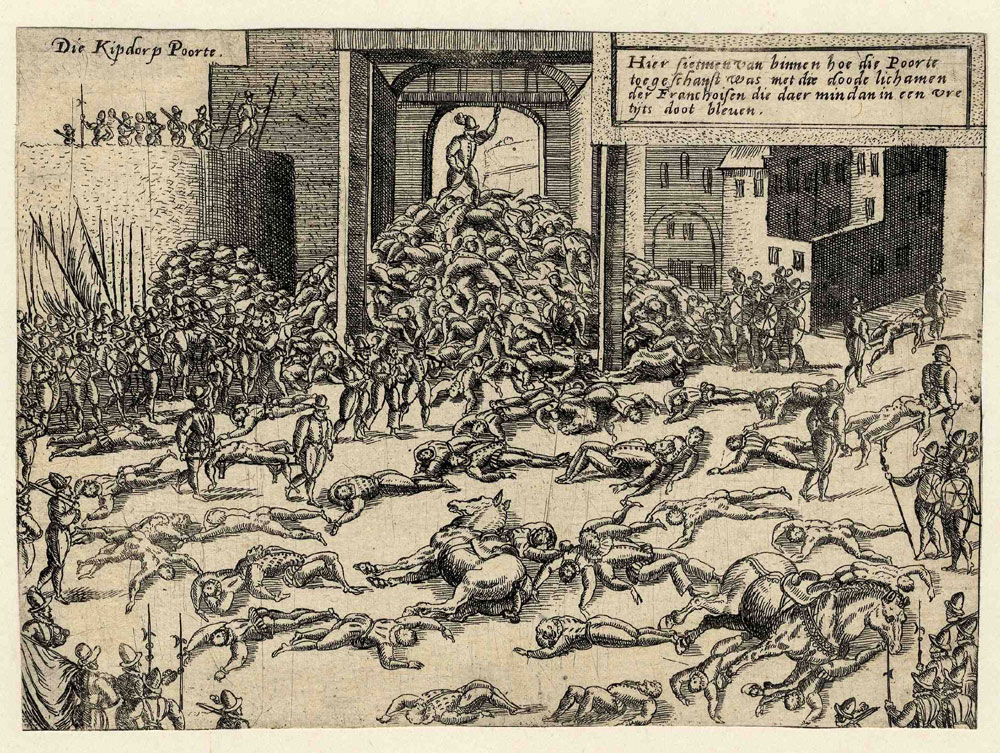
La Füria Espanyola. Gravat del 1576

Els terços vells dels Països Baixos espanyols, que portaven mesos sense rebre les seves pagues, van entrar a la ciutat d'Anvers, en una jornada terrible, coneguda com la fúria espanyola que va crear la pitjor de les situacions possibles a l'arribada de Joan d'Àustria a les Disset Províncies. Portava instruccions sobretot de continuar la política de Requesens i mostrar-se conciliador. Per ser reconegut com a governador i que els rebels respectessin la fe catòlica, va acceptar llicenciar les seves tropes, els terços vells van marxar a Espanya o a Llombardia, així com respectar les llibertats de les Disset Províncies. Va firmar l'Edicte Perpetu el 17 de febrer de 1577. El maig semblava que la situació s'havia pacificat i Joan d'Àustria va poder entrar triomfalment a Brussel·les.
Davant d'aquesta situació de pau, Joan d'Àustria va desitjar tornar a Madrid, per tractar el tema d'Anglaterra. Envia el juny de 1577 el seu secretari, Escobedo, en qui confiava perquè a través d'Antonio Pérez, aconseguís el seu retorn a Espanya o bé obtingués mitjans per envair Anglaterra. El rei va rebutjar el retorn de Joan d'Àustria. En aquest moment, les circumstàncies van empitjorar a les Disset Províncies. El juliol de 1577, Joan va buscar una posició de superioritat en substituir les tropes del comtat de Namur per alemanys, fet que violava el pacte. L'agost va ordenar el retorn dels terços que es trobaven a Milà, car gràcies a la flota d'Índies que va arribar a Sevilla l'agost de 1577, el rei va disposar de fons per pagar-los.
El setembre, Guillem d'Orange va plantejar un ultimàtum: havia d'entregar totes les ciutats, llicenciar les tropes i retirar-se a Luxemburg. Lluny d'accedir a la sol·licitud, Joan va esperar l'arribada dels terços, sota el comandament del seu vell amic i nebot Alexandre Farnese.

## L'últim any

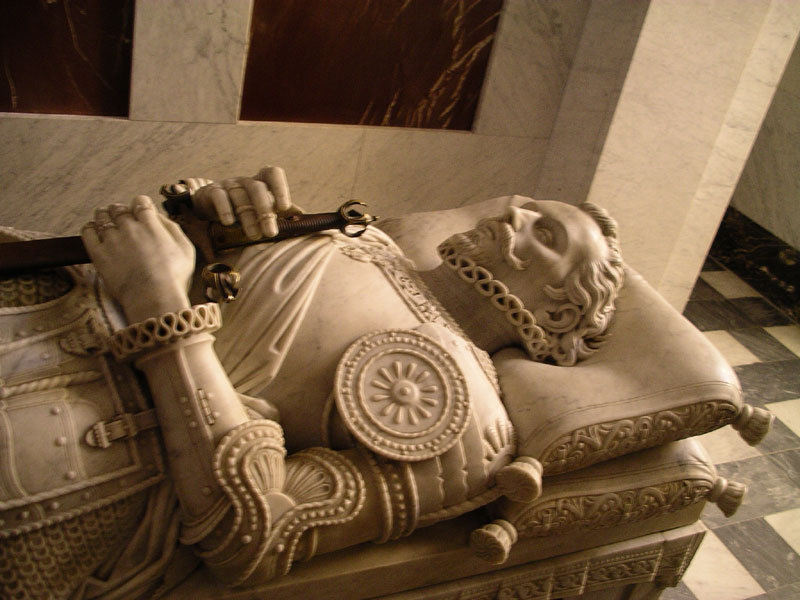
Sepulcre de Joan d'Àustria

L'arribada dels terços va permetre que Joan emprengués una ofensiva militar. El 31 de gener de 1578 els terços vells van derrotar els Estats Generals en la batalla de Gembloux, aconseguint així que gran part dels Països Baixos del sud tornessin a l'obediència del rei; va reconquistar tot Luxemburg i el ducat de Brabant.
Aquesta victòria va ser insuficient. Ben aviat va tornar a estar necessitat de diners. Dos exèrcits van envair els Països Baixos del sud: un de francès al comandament del duc d'Anjou, des del sud va prendre Mons; un altre, al comandament de Juan Casimir i finançat per la reina Isabel d'Anglaterra, des de l'est. Joan va instar el seu secretari, Escobedo, que estava a Espanya, perquè aconseguís que li enviessin diners. Al consell d'Estat i de Guerra, el duc d'Alba advertia de l'arriscada situació, sense homes i sense diners. En aquesta situació es va produir l'assassinat d'Escobedo el 31 de març de 1578, que la historiografia actual sosté que va ser planejat per Antonio Pérez del Hierro. En conèixer la mort del seu secretari, Joan va escriure al rei, i en aquesta carta es va veure l'evidència que havia comprès que no calia esperar reforços.
Els escrits de Joan d'aquella època revelen l'estat de depressió en què va caure aquell estiu, a l'hora que progressava la seva malaltia (tifus). Alguns dies fins i tot havia de quedar-se al llit. El seu estat es va agreujar a la fi de setembre, quan s'estava en el seu campament entorn de l'assetjada Namur. El dia 28 va nomenar successor en el govern dels Països Baixos el seu nebot Alexandre Farnese i va escriure al seu germà demanant-li que respectés aquest nomenament i que li permetés de ser enterrat al costat del seu pare.
Va morir l'1 d'octubre de 1578. El va succeir com a governador Alexandre Farnese. Les restes de Joan d'Àustria van ser transportades a Espanya i reposen al monestir de San Lorenzo de El Escorial. La seva tomba està coberta per una estàtua jacent.

## Vida sentimental
Els contemporanis retraten Joan d'Àustria com un jove de físic i tracte atractiu. Va tenir amistat amb la princesa d'Eboli, el que va permetre tindre relacions amb María de Mendoza, fruit de les quals va ser nascuda una nena el 1567: Ana. Joan la va entregar a la criança de Magdalena de Ulloa. Posteriorment, la nena entraria en el convent de Madrigal.
Estant a Nàpols, als anys posteriors a la victòria a la batalla de Lepant, va tenir relacions amb Diana de Falangola, de la que va néixer una nena anomenada Joana, el 1573. Don Juan li va confiar la cura a la seva germana, Margarida de Parma. La van enviar el convent de Santa Clara de Nàpols. Posteriorment es va relacionar amb Zenobia Saratosia, de la que va tindre un fill mort al poc de néixer, i amb Ana de Toledo, esposa de l'alcalde napolità.

## Valoració
Considera l'historiador Manuel Fernández Álvarez que Joan d'Àustria és «una de les figures més atractives de la cort filipina». Va ser apreciat pels seus contemporanis, gaudint de l'amistat del seu nebot el príncep Carles, així com d'Alexandre Farnese. Com a triomfador de Lepant, va gaudir de gran reputació a tot Europa.
Apunta l'historiador Pierson que els mateixos contemporanis no deurien estar segurs de si era «un espadatxí o un home d'estat», concloent que deuria ser ambdues coses. Com militar, destaca la seva actuació en la rebel·lió de les Alpujarras i el triomf de Lepant. La seva activitat política està menys estudiada, en particular la diplomàcia desenvolupada a la Llombardia i la resta d'Itàlia. Menys èxit va tenir a les Disset Províncies, on la situació era extremadament complexa i en la que per complicacions polítiques va estar abandonat i sense mitjans. Una acció força desafortunada que se li recrimina va ser el seu endarreriment en arribar un cop que va rebre les ordres de desplaçar-se allà, car potser hauria pogut evitar la Fúria espanyola, el saqueig d'Anvers del 1576.
De les seves relacions amb el seu germà Felip II, se sol mencionar el recel per part del rei cap als seus èxits. Encara que se'l va tractar com membre de la família reial situant-se entre aquesta i davant dels grans d'Espanya en les cerimònies públiques no va arribar a ser considerat infant d'Espanya.

## Joan d'Àustria a la literatura
Un personatge històric amb una vida amb episodis tan novel·lescs, mort a més en plena joventut, inevitablement va acabar convertint-se en una figura literària. De les obres que el tenen com a personatge s'ha de citar:
- Poema èpic Austríada, de Juan Rufo
- Jeromin, novel·la de Luis Coloma Roldán
- Don Juan de Austria o La vocación, comèdia de Mariano José de Larra
- Poema èpic Lepanto, de G. K. Chesterton